# Cosmarium pulchellum
Cosmarium pulchellum là một loài Song tinh tảo trong họ Desmidiaceae, thuộc chi Cosmarium.